# 王暐
王暐（1485年—？），字克明，號克斋，南直隸應天府句容縣（今江蘇省鎮江市句容縣）人，明朝政治人物，同進士出身。

## 生平
丙子應天府乡试第四十六名举人，正德十二年（1517年）丁丑科會試第七十一名，三甲二十八名進士。刑部观政，授吉安府推官。后跟從王守仁平定宸濠之亂，遷大理寺寺副。大禮議中，因參與左順門事件，而下獄受廷杖。此後擔任江西按察司僉事。嘉靖十年，任南京光祿寺少卿。嘉靖十二年，任光祿寺少卿。同年改太常寺少卿、太僕寺少卿。嘉靖十六年，任光祿寺卿、嘉靖十七年，任南京太常寺卿。嘉靖十八年，任都察院右副都御史、江西巡撫。嘉靖二十年，任南京戶部右侍郎、戶部右侍郎。嘉靖二十二年，改戶部左侍郎。嘉靖二十三年，任都察院右都御史、總督漕運并鳳陽巡撫。嘉靖二十五年，任戶部尚書、總督倉塲，兼理西苑農事。二十六年九月因户部尚书王杲案被廷杖，黜为民。

## 家族
曾祖王庸。祖父王升，壽官。父王槐。母张氏。慈侍下。兄王昞。弟王晔、王昕、王曦、王晓、王旵。